# 한국자수박물관
한국자수박물관(韓國刺繡博物館)은 한국 전통의 문양을 가진 자수와 보자기, 의상 등을 전시하는 자수예술품 전문박물관으로, 허동화 관장이 1960년대부터 모은 한국 복식과 자수 관련 유물 1천여 점을 소장하고 있다.

## 주요 소장품
- 자수사계분경도 (보물 제653호)
- 자수가사 (보물 제654호)

## 박물관 정보
- 주소 : 서울특별시 강남구 논현동 89-4
- 개장시간 :10:00 ~ 17:00
- 입 장 료 : 무료
- 휴일 : 일요일, 공휴일

## 같이 보기
- 대한민국의 박물관과 미술관 목록

## 참고 자료
본 문서에는 서울특별시에서 지식공유 프로젝트를 통해 퍼블릭 도메인으로 공개한 저작물을 기초로 작성된 내용이 포함되어 있습니다.